# Bataille de Gueltat Zemmour (octobre 1989)
Pour les articles homonymes, voir Bataille de Gueltat Zemmour.
Guerre du Sahara occidental
Batailles
La bataille de Gueltat Zemmour est livrée le 7 octobre 1989 pendant la guerre du Sahara occidental.

## Déroulement
Le 7 octobre 1989, après plus d'un an d'accalmie militaire due à des négociations pour un cessez-le-feu, le Polisario s'attaque au mur marocain près de Gueltat Zemmour. D'après le mouvement indépendantiste, les polisariens ont pourchassé sur 25 kilomètres à l'intérieur du mur défensif des unités de l'armée marocaine. Tandis que selon Rabat, le Polisario a lancé son attaque depuis la Mauritanie. 

## Bilan et conséquences
Selon Rabat, les pertes du Polisario s'élèvent à 80 morts et blessés, 4  prisonniers, ainsi qu'une importante quantité d'armes et de matériel saisis. Le Polisario laisse ainsi dix cadavres sur le terrain. Le gouvernement marocain reconnaît la mort de 14 soldats dans ses rangs, dont un capitaine ou un colonel, ainsi que 31 blessés,.
Selon le Polisario, plus de 200 Marocains ont été tués dont des officiers et un très grand nombre de soldats ont été blessés. Les forces armées royales déclarent que le Polisario a perdu 5 BMP-1 et 10 véhicules, en plus de 12 autres véhicules détruits par l'aviation marocaine.
Le Polisario prend le poste de commandement du 1er groupe léger de sécurité (GLS), des 4e et 5e détachements d'intervention rapide (DIR) du 1er régiment, ainsi que la base de la 2de batterie du 4e groupe d'artillerie royale (GAR) et la base de ravitaillement du secteur.